# Tête de liste des pères de mères en Angleterre et en Irlande
Cette liste énumère les étalons pur-sang anglais qui ont amassé le plus de gains dans l'année en Amérique du Nord par l'intermédiaire de leurs filles, dans les courses de plat uniquement. 
- 1899 - Galopin (1)
- 1900 - Hampton (1)
- 1901 - Bend Or (1)
- 1902 - Bend Or (2)
- 1903 - St. Simon (1)
- 1904 - St. Simon (2)
- 1905 - St. Simon (3)
- 1906 - St. Simon (4)
- 1907 - St. Simon (5)
- 1908 - Gallinule (1)
- 1909 - Galopin (2)
- 1910 - Galopin (3)
- 1911 - Gallinule (2)
- 1912 - Isinglass (1)
- 1913 - Gallinule (3)
- 1914 - Persimmon (1)
- 1915 - Persimmon (2)
- 1916 - St. Simon (6)
- 1917 - Beppo (1)
- 1918 - Gallinule (4)
- 1919 - Persimmon (3)
- 1920 - Gallinule (5)
- 1921 - Cyllene (1)
- 1922 - William the Third (1)
- 1923 - Sundridge (1)
- 1924 - St. Frusquin (1)
- 1925 - Bayardo (1)
- 1926 - Tredennis (1)
- 1927 - Chaucer (1)
- 1928 - Farasi (1)
- 1929 -
- 1930 - Sunstar (1)
- 1931 - Gainsborough (1)
- 1932 - Swynford (1)
- 1933 - Chaucer (2)
- 1934 - By George (1)
- 1935 - Friar Marcus (1)
- 1936 - Buchan (1)
- 1937 - Phalaris (1)
- 1938 - Hurry On (1)
- 1939 - Stefan the Great (1)
- 1940 - Buchan (1)
- 1941 - Phalaris (2)
- 1942 - Phalaris (3)
- 1943 - Solario (1)
- 1944 - Hurry On (2)
- 1945 - Hurry On (3)
- 1946 - Fairway (1)
- 1947 - Fairway (2)
- 1948 - Hyperion (1)
- 1949 - Solario (1)
- 1950 - Solario (2)
- 1951 - Fair Trial (1)
- 1952 - Nearco (1)
- 1953 - Donatello II (1)
- 1954 - Blue Peter (1)
- 1955 - Nearco (2)
- 1956 - Nearco (3)
- 1957 - Hyperion (2)
- 1958 - Mieuxce (1)
- 1959 - Bois Roussel  (1)
- 1960 - Bois Roussel (2)
- 1961 - Big Game (1)
- 1962 - Big Game (2)
- 1963 - Ambiorix (1)
- 1964 - Arctic Prince (1)
- 1965 - Tom Fool (1)
- 1966 - Big Game (1)
- 1967 - Hyperion (3)
- 1968 - Hyperion (4)
- 1969 - Arctic Prince (1)
- 1970 - Bull Page (1)
- 1971 - Princequillo (1)
- 1972 - Prince Chevalier (1)
- 1973 - Honeys Alibi (1)
- 1974 - Crepello (1)
- 1975 - Worden (1)
- 1976 - Worden (2)
- 1977 - Victoria Park (1)
- 1978 - Hardicanute (1)
- 1979 - Hornbeam (1)
- 1980 - High Hat (1)
- 1981 - Val de Loir (1)
- 1982 - Vaguely Noble (1)
- 1983 - Sir Ivor (1)
- 1984 - Bold Reason (1)
- 1985 - Graustark (1)
- 1986 - Thatch (1)
- 1987 - Habitat (1)
- 1988 - Blushing Groom (1)
- 1989 - Bustino (1)
- 1990 - High Top (1)
- 1991 - Master Derby (1)
- 1992 - Northfields (1)
- 1993 - High Top (2)
- 1994 - Habitat (2)
- 1995 - Blushing Groom (2)
- 1996 - Habitat (3)
- 1997 - Nureyev (1)
- 1998 - High Line (1)
- 1999 - Miswaki (1)
- 2000 - Rahy (1)
- 2001 - Miswaki (2)
- 2002 - Darshaan (1)
- 2003 - Rainbow Quest (1)
- 2004 - Rainbow Quest (2)
- 2005 - Sadler's Wells (1)
- 2006 - Sadler's Wells (2)
- 2007 - Sadler's Wells (3)
- 2008 - Sadler's Wells (4)
- 2009 - Sadler's Wells (5)
- 2010 - Sadler's Wells (6)
- 2011 - Sadler's Wells (7)
- 2012 - Danehill (1)
- 2013 - Darshaan (2)
- 2014 - Danehill (3)
- 2015 - Danehill (4)
- 2016 - Danehill (5)
- 2017 - Pivotal (1)
- 2018 - Pivotal (2)
- 2019 - Pivotal (3)
- 2020 - Galileo (1)
- 2021 - Galileo (2)